# Gleichzeit Verlagtheater
Der Verlag für Bühnentexte gleichzeit | Verlagtheater wurde 2009 von Robert Koukal und Jorghi Poll in Wien gegründet und 2013 eingestellt.

## Geschichte
Der Verlag war auf zeitgenössische deutschsprachige Theatertexte spezialisiert, die an Bühnen im gesamten deutschsprachigen Raum vertrieben werden sollten. Zudem fanden regelmäßige Veranstaltungen zur Präsentation der Autoren und ihrer Stücke statt. Zu diesen gehörten szenischen Lesungen. Hinzu kam ein stetig erweitertes Medienangebot.
Theatertexte aus dem Verlagsprogramm von gleichzeit wurden u. a. am Staatstheater Mainz, am Düsseldorfer Schauspielhaus und an der Garage X - Theater Petersplatz uraufgeführt. Außerdem nahm der Autor Philipp Weiss mit seinem Stück "Seifenblasenoper. Eine Kritik der runden Vernunft" an den Werkstatttagen 2010 am Wiener Burgtheater teil.
Zu den Mitarbeitern gehörten:
- Robert Koukal (Geschäftsführung)
- Jorghi Poll (Geschäftsführung und Lektorat)
- Martin Kröß (Marketing, Grafik und PR)
- Stephan Werner (Produktion und Technische Leitung)
- Hannah Lioba Egenolf (Dramaturgie und Lektorat)
- Tobias Schuster (freier Mitarbeiter Dramaturgie und Lektorat)

Autoren
- Renate Aichinger
- Sebastian Fust
- Marion Guerrero
- Izy Kusche
- Jorghi Poll
- Josef Roman Prenner
- Ursula Scheidle
- Claudia Tondl
- Philipp Weiss

Zum Jahresende 2013 wurde der Betrieb als Theaterverlags nach vier Spielzeiten mit 18 Uraufführungen eingestellt. Zu ihrer Motivation schrieben die Verlagsgründer folgendes:

„Einen Theaterverlag zu gründen, ist kein einfaches Unterfangen. Wir haben es dennoch getan, weil wir Freude am Theater haben, am Entwickeln und Verwirklichen von Texten, und weil wir in unseren AutorInnen ein großes Potenzial gesehen haben, das sich in vielerlei Hinsicht in der Zeit unseres gemeinsamen Arbeitens weiterentwickelt hat und einer breiteren Öffentlichkeit vor Augen getreten ist.“

Letztlich führten die „eingeschränkten finanziellen Möglichkeiten“ zur Schließung.

## Aufführungen
- L’Afrique et le Réduit von Fust/Kusche, Uraufführung am 28. November 2009 im Theater Basel, Regie: Petra Barcal und Susanne Heising
- leben lügen lagern von Claudia Tondl, Uraufführung am 11. Juni 2010 im Staatstheater Mainz, Regie: Luzius Heydrich
- Die Katze ist schwer traumatisiert von Marion Guerrero, Uraufführung am 17. Juni 2010 im Düsseldorfer Schauspielhaus, Regie: Marie-Christin Rissinger
- Bei Skotty – Eine Revolutionssimulation von Ursula Scheidle, Uraufführung am 9. Juni 2010 an der Garage X - Theater Petersplatz in Wien, Regie: Nora Hertlein
- My Generation von Jorghi Poll, Uraufführung am 9. Juni 2010 an der Garage X - Theater Petersplatz in Wien, Regie: Antje Schupp
- Der Geist vor der Wand von Marion Guerrero, Uraufführung am 9. Juni 2010 an der Garage X - Theater Petersplatz in Wien, Regie: Marc Jago
- Monad’s Likes. Ein revolutionäres Jump ’n’ Run der Einsamkeit von Claudia Tondl, Uraufführung am 15. Juni 2011 an der Garage X - Theater Petersplatz in Wien, Regie: Carina Riedl
- Entkörperung.Zwei.Null von Claudia Tondl, Uraufführung am 18. Jänner 2012 im Kosmos Theater Wien, Regie: Dora Schneider